# تپه سفال گوربند
تپه سفال گوربند مربوط به دوره تاریخی است و در شهرستان تربت جام، ۵۰۰ متری غرب روستای گوربند واقع شده و این اثر در تاریخ ۱۶ اسفند ۱۳۸۴ با شمارهٔ ثبت ۱۴۳۰۸ به‌عنوان یکی از آثار ملی ایران به ثبت رسیده‌است.